# Gooikse Pijl 2014
La 11e édition de la Gooikse Pijl a eu lieu le 28 septembre 2014. La course fait partie du calendrier UCI Europe Tour 2014 en catégorie 1.2.

## Présentation
La Gooikse Pijl a lieu le 28 septembre 2014. Elle fait partie du calendrier UCI Europe Tour 2014 en catégorie 1.2, et est organisée par le Wielerclub Gooik Sportief vzw,. Nico De Muyter est le speaker. Le service de voitures neutres est assuré par Mavic. La fréquence utilisée par radio-tour est 164,631 MHz.

### Parcours
Le départ a lieu à 13 h pour une signature de la feuille de départ entre 11 h 45 et 12 h 45. Le parcours est long de 197,9 kilomètres,, et se décompose en deux boucles : la première, longue de 25,7 kilomètres, est à parcourir trois fois, la seconde, longue de 15,2 kilomètres, et à parcourir à huit reprises,. Le délai d'arrivée est de 8 % du temps du vainqueur.

### Équipes
Classé en catégorie 1.2 de l'UCI Europe Tour, la Gooikse Pijl est par conséquent ouverte aux équipes continentales professionnelles belges, aux équipes continentales, aux équipes nationales et aux équipes régionales et de clubs,.
Vingt-sept équipes sont présentes lors de cette course : deux équipes continentales professionnelles belges, dix-sept équipes continentales et huit équipes de clubs. L'équipe Roubaix Lille Métropole, initialement prévue, était absente le jour de la course.
| Équipes continentales professionnelles | Équipes continentales professionnelles | Équipes continentales professionnelles |
| Nom de l'équipe                        | Pays                                   | Code                                   |
| -------------------------------------- | -------------------------------------- | -------------------------------------- |
| Topsport Vlaanderen-Baloise            | Belgique                               | TSV                                    |
| Wanty-Groupe Gobert                    | Belgique                               | WGG                                    |

| Équipes de clubs            | Équipes de clubs | Équipes de clubs |
| Nom de l'équipe             | Pays             | Code             |
| --------------------------- | ---------------- | ---------------- |
| Royal Cureghem Sportief     | Belgique         | RCS              |
| BCV Works-Soenens           | Belgique         | BCV              |
| EFC-Omega Pharma-Quick Step | Belgique         | EFC              |
| ESEG Douai                  | France           | DOU              |
| Lotto-Belisol U23           | Belgique         | LTU              |
| Prorace                     | Belgique         | PRO              |
| Van Der Vurst Development   | Belgique         | VDV              |
| Van Eyck Sport              | Belgique         | VES              |

| Équipes continentales                     | Équipes continentales | Équipes continentales |
| Nom de l'équipe                           | Pays                  | Code                  |
| ----------------------------------------- | --------------------- | --------------------- |
| 3M                                        | Belgique              | MMM                   |
| Cibel                                     | Belgique              | CIB                   |
| Color Code-Biowanze                       | Belgique              | CCB                   |
| De Rijke                                  | Pays-Bas              | RIJ                   |
| Giant-Shimano Development                 | Suède                 | GID                   |
| Joker                                     | Norvège               | TJO                   |
| Jo Piels                                  | Pays-Bas              | CJP                   |
| Josan-To Win                              | Belgique              | JTW                   |
| Koga                                      | Pays-Bas              | KOG                   |
| Leopard Development                       | Luxembourg            | LDT                   |
| Metec-TKH Continental                     | Pays-Bas              | MET                   |
| Rabobank Development                      | Pays-Bas              | RDT                   |
| Roubaix Lille Métropole                   | France                | RLM                   |
| T.Palm-Pôle Continental Wallon            | Belgique              | PCW                   |
| Vastgoedservice-Golden Palace Continental | Belgique              | VGS                   |
| Veranclassic-Doltcini                     | Belgique              | VER                   |
| Verandas Willems                          | Belgique              | WIL                   |
| Wallonie-Bruxelles                        | Belgique              | WBC                   |

### Règlement de la course

#### Primes
Les vingt prix sont attribués suivant le barème de l'UCI,. Le total général des prix distribués est de 6 010 €.
| Position | 1er     | 2e      | 3e    | 4e    | 5e    | 6e    | 7e    | 8e    | 9e    | 10e à 20e |
| Prix     | 2 425 € | 1 210 € | 607 € | 305 € | 240 € | 180 € | 180 € | 118 € | 118 € | 57 €      |

## Classements

### Classement général

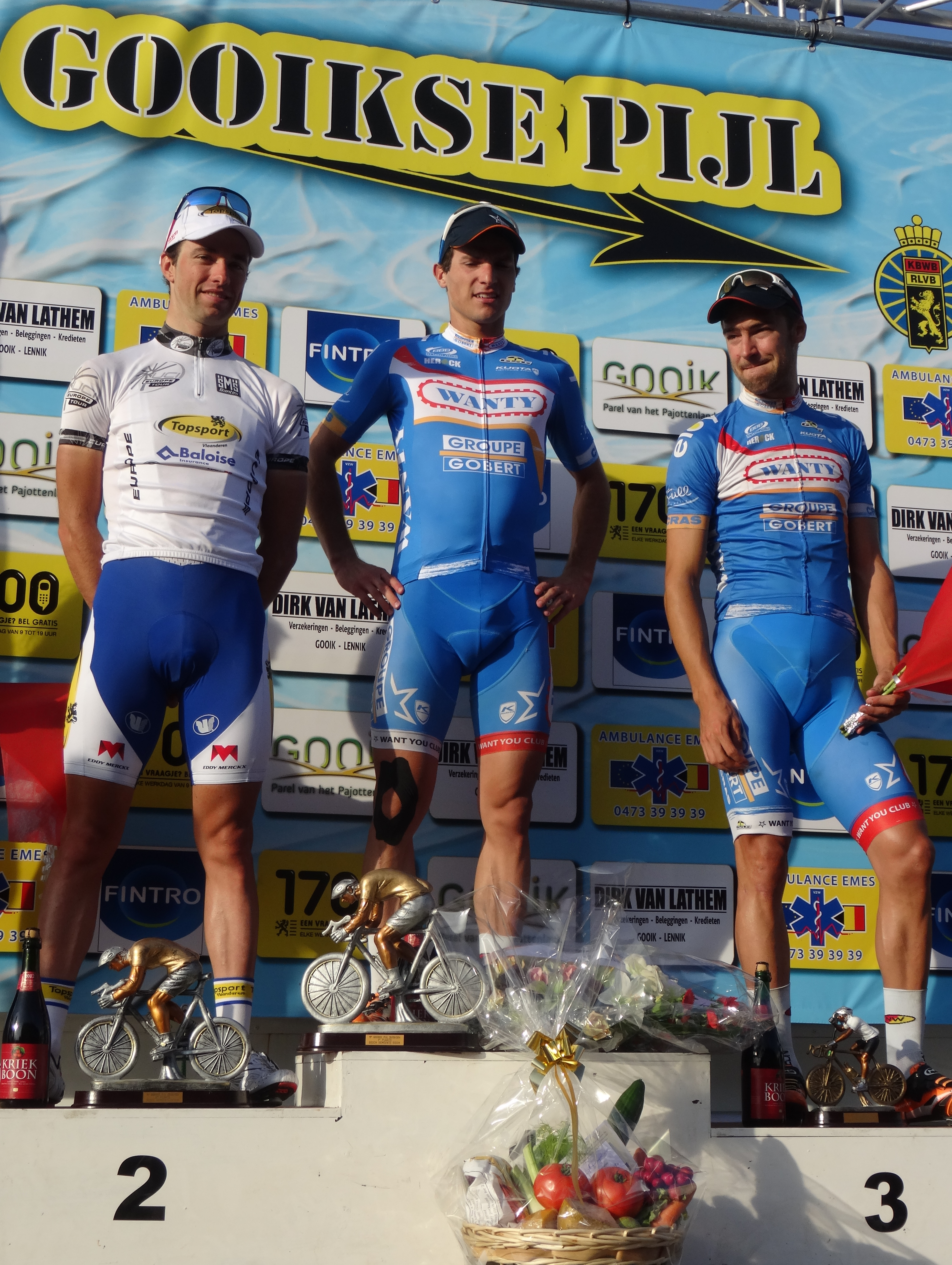
Podium de l'édition 2014 de la Gooikse Pijl : Tom Van Asbroeck (2e), Roy Jans (1er) et Laurens De Vreese (3e).

L'épreuve rapporte respectivement quarante, trente, seize, douze, dix, huit, six et trois points aux huit premiers coureurs pour leur classement UCI Europe Tour. Les vingt premiers à franchir la ligne d'arrivée reçoivent un prix dont le cumul est de 6010 € : 2425 € pour le 1er, 1210 € pour le 2d, 607 € pour le 3e, 305 € pour le 4e, 240 € pour le 5e, 180 € pour le 6e et le 7e, 118 € pour le 8e et le 9e, et enfin 57 € du 10e au 20e.
Roy Jans (Wanty-Groupe Gobert) remporte la course au terme d'un sprint massif. Il a parcouru les 197,9 kilomètres en 4 h 26 min 35 s. Il est immédiatement suivi dans le même temps par Tom Van Asbroeck (Topsport Vlaanderen-Baloise), alors leader du classement individuel de l'UCI Europe Tour 2014, et par Laurens De Vreese, coéquipier de Roy Jans. Sur les 178 coureurs qui ont pris le départ, 148 ont franchi la ligne d'arrivée.
| Classement général, | Classement général,  | Classement général, | Classement général,                       | Classement général, |
|                     | Coureur              | Pays                | Équipe                                    | Temps               |
| ------------------- | -------------------- | ------------------- | ----------------------------------------- | ------------------- |
| 1er                 | Roy Jans             | Belgique            | Wanty-Groupe Gobert                       | en 4 h 26 min 35 s  |
| 2e                  | Tom Van Asbroeck     | Belgique            | Topsport Vlaanderen-Baloise               | m.t                 |
| 3e                  | Laurens De Vreese    | Belgique            | Wanty-Groupe Gobert                       | m.t                 |
| 4e                  | Geert van der Weijst | Pays-Bas            | Jo Piels                                  | m.t                 |
| 5e                  | Dries De Bondt       | Belgique            | Josan-To Win                              | m.t                 |
| 6e                  | Kevin Peeters        | Belgique            | Vastgoedservice-Golden Palace Continental | m.t                 |
| 7e                  | Jérôme Kerf          | Belgique            | Color Code-Biowanze                       | m.t                 |
| 8e                  | Oliver Naesen        | Belgique            | Cibel                                     | m.t                 |
| 9e                  | Floris Gerts         | Pays-Bas            | Rabobank Development                      | m.t                 |
| 10e                 | Dylan Groenewegen    | Pays-Bas            | De Rijke                                  | m.t                 |
| modifier            |                      |                     |                                           |                     |

### UCI Europe Tour
Cette Gooikse Pijl attribue des points pour l'UCI Europe Tour 2014, par équipes seulement aux coureurs des équipes continentales professionnelles et continentales, individuellement à tous les coureurs des équipes précitées.
| Position           | 1er | 2e | 3e | 4e | 5e | 6e | 7e | 8e |
| Classement général | 40  | 30 | 25 | 20 | 15 | 10 | 5  | 3  |

Ainsi, Roy Jans (1er) remporte quarante points, Tom Van Asbroeck (2e) trente points, Laurens De Vreese (3e) seize points, Geert van der Weijst (4e) douze points, Dries De Bondt (5e) dix points, Kevin Peeters (6e) huit points, Jérôme Kerf (7e) six points et Oliver Naesen (8e) trois points.

## Liste des participants

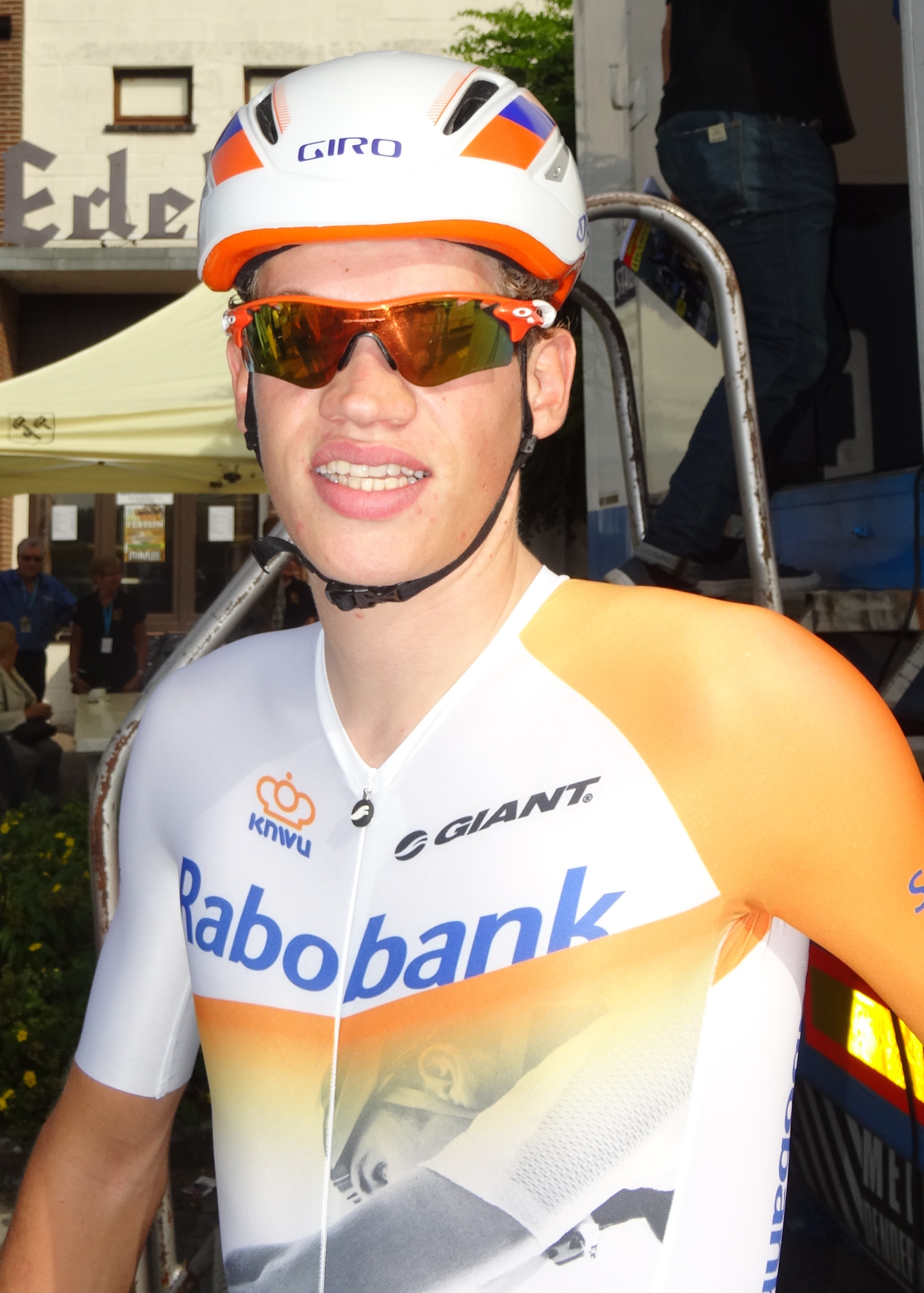
Floris Gerts, leader le l’équipe Rabobank Development

Les équipes doivent compter au maximum sept coureurs mais au minimum cinq,.
| Joker TJO | Joker TJO             | Joker TJO |
| --------- | --------------------- | --------- |
| Num       | Coureur               | Pos       |
| 1         | Vegard Robinson Bugge |           |
| 2         | Jo Kogstad Ringheim   |           |
| 3         | Edvin Wilson          |           |
| 4         | Philip Lindau         |           |
| 5         | Anders Skaarseth      |           |
| 6         | Adrian Aas Stien      |           |
| 7         |                       |           |

| Wanty-Groupe Gobert WGG | Wanty-Groupe Gobert WGG | Wanty-Groupe Gobert WGG |
| ----------------------- | ----------------------- | ----------------------- |
| Num                     | Coureur                 | Pos                     |
| 8                       | Roy Jans                | 1er                     |
| 9                       | Tim De Troyer           |                         |
| 10                      | Jan Ghyselinck          |                         |
| 11                      | Björn Leukemans         |                         |
| 12                      | Laurens De Vreese       | 3e                      |
| 13                      | Fréderique Robert       |                         |
| 14                      | Jérôme Baugnies         |                         |

| Topsport Vlaanderen-Baloise TSV | Topsport Vlaanderen-Baloise TSV | Topsport Vlaanderen-Baloise TSV |
| ------------------------------- | ------------------------------- | ------------------------------- |
| Num                             | Coureur                         | Pos                             |
| 15                              | Edward Theuns                   |                                 |
| 16                              | Jelle Wallays                   |                                 |
| 17                              | Jonas Rickaert                  |                                 |
| 18                              | Victor Campenaerts              |                                 |
| 19                              | Kenny De Ketele                 |                                 |
| 20                              | Otto Vergaerde                  |                                 |
| 21                              | Tom Van Asbroeck                | 2e                              |

| Lotto-Belisol U23 LTU | Lotto-Belisol U23 LTU | Lotto-Belisol U23 LTU |
| --------------------- | --------------------- | --------------------- |
| Num                   | Coureur               | Pos                   |
| 22                    | Amaury Capiot         |                       |
| 23                    | Jorne Carolus         |                       |
| 24                    | Maarten Craeghs       |                       |
| 25                    | Frederik Frison       |                       |
| 26                    | Xandro Meurisse       |                       |
| 27                    | Ruben Pols            |                       |
| 28                    | Jef Van Meirhaeghe    |                       |

| Leopard Development LDT | Leopard Development LDT | Leopard Development LDT |
| ----------------------- | ----------------------- | ----------------------- |
| Num                     | Coureur                 | Pos                     |
| 29                      | Massimo Morabito        |                         |
| 30                      | Dennis Coenen           |                         |
| 31                      | Marco König             |                         |
| 32                      | Matthias Plarre         |                         |
| 33                      | Pit Schlechter          |                         |
| 34                      | Tom Thill               |                         |
| 35                      | Joël Zangerlé           |                         |

| Vastgoedservice-Golden Palace Continental VGS | Vastgoedservice-Golden Palace Continental VGS | Vastgoedservice-Golden Palace Continental VGS |
| --------------------------------------------- | --------------------------------------------- | --------------------------------------------- |
| Num                                           | Coureur                                       | Pos                                           |
| 36                                            | Kevin Van Staeyen                             |                                               |
| 37                                            | Kurt Geysen                                   |                                               |
| 38                                            |                                               |                                               |
| 39                                            | Sam Lennertz                                  |                                               |
| 40                                            | Kevin Peeters                                 | 6e                                            |
| 41                                            | Rob Ruijgh                                    |                                               |
| 42                                            | Alphonse Vermote                              |                                               |

| Verandas Willems WIL | Verandas Willems WIL | Verandas Willems WIL |
| -------------------- | -------------------- | -------------------- |
| Num                  | Coureur              | Pos                  |
| 43                   | Gaëtan Bille         |                      |
| 44                   | Olivier Pardini      |                      |
| 45                   | Jérémy Burton        |                      |
| 46                   | Niels Vandyck        |                      |
| 47                   | Thomas De Troch      |                      |
| 48                   | Emiel Wastyn         |                      |
| 49                   | Joren Touquet        |                      |

| 3M MMM | 3M MMM             | 3M MMM |
| ------ | ------------------ | ------ |
| Num    | Coureur            | Pos    |
| 50     | Emiel Vermeulen    |        |
| 51     | Gerry Druyts       |        |
| 52     | Jimmy Janssens     |        |
| 53     | Michael Vingerling |        |
| 54     | Tim Vanspeybroeck  |        |
| 55     |                    |        |
| 56     | Stef Van Zummeren  |        |

| Josan-To Win JTW | Josan-To Win JTW      | Josan-To Win JTW |
| ---------------- | --------------------- | ---------------- |
| Num              | Coureur               | Pos              |
| 57               | Vincent De Boeck      |                  |
| 58               | Dries De Bondt        | 5e               |
| 59               | Fabio Polazzi         |                  |
| 60               | Niels De Rooze        |                  |
| 61               | Angelo De Clercq      |                  |
| 62               | Julien Van den Brande |                  |
| 63               | Benjamin Verraes      |                  |

| Koga KOG | Koga KOG           | Koga KOG |
| -------- | ------------------ | -------- |
| Num      | Coureur            | Pos      |
| 64       |                    |          |
| 65       | Adrie Lindeman     |          |
| 66       | Robin Chaigneau    |          |
| 67       | Umberto Atzori     |          |
| 68       | Tristan Timmermans |          |
| 69       | Wim Stroetinga     |          |
| 70       | Robbert De Greef   |          |

| Wallonie-Bruxelles WBC | Wallonie-Bruxelles WBC | Wallonie-Bruxelles WBC |
| ---------------------- | ---------------------- | ---------------------- |
| Num                    | Coureur                | Pos                    |
| 71                     | Frédéric Amorison      |                        |
| 72                     | Olivier Chevalier      |                        |
| 73                     | Robin Stenuit          |                        |
| 74                     | Jonathan Dufrasne      |                        |
| 75                     | Florent Mottet         |                        |
| 76                     |                        |                        |
| 77                     |                        |                        |

| Color Code-Biowanze CCB | Color Code-Biowanze CCB | Color Code-Biowanze CCB |
| ----------------------- | ----------------------- | ----------------------- |
| Num                     | Coureur                 | Pos                     |
| 78                      | Jérôme Kerf             | 7e                      |
| 79                      | Ludwig De Winter        |                         |
| 80                      | Gaëtan Pons             |                         |
| 81                      | Florent Delfosse        |                         |
| 82                      | Thomas Wertz            |                         |
| 83                      | Antoine Warnier         |                         |
| 84                      | Rémy Mertz              |                         |

| Veranclassic-Doltcini VER | Veranclassic-Doltcini VER | Veranclassic-Doltcini VER |
| ------------------------- | ------------------------- | ------------------------- |
| Num                       | Coureur                   | Pos                       |
| 85                        | Gorik Gardeyn             |                           |
| 86                        | Francesco Van Coppernolle |                           |
| 87                        | Kevin Verwaest            |                           |
| 88                        | Serge Dewortelaer         |                           |
| 89                        | Gianni Bossuyt            |                           |
| 90                        | Alessandro Soenens        |                           |
| 91                        | Tom Goovaerts             |                           |

| Metec-TKH Continental MET | Metec-TKH Continental MET | Metec-TKH Continental MET |
| ------------------------- | ------------------------- | ------------------------- |
| Num                       | Coureur                   | Pos                       |
| 92                        | Dries Hollanders          |                           |
| 93                        | Jarno Gmelich             |                           |
| 94                        | Johim Ariesen             |                           |
| 95                        | Remco te Brake            |                           |
| 96                        | Tijmen Eising             |                           |
| 97                        | Niels Goeree              |                           |
| 98                        | Stef Krul                 |                           |

| Giant-Shimano Development GID | Giant-Shimano Development GID | Giant-Shimano Development GID |
| ----------------------------- | ----------------------------- | ----------------------------- |
| Num                           | Coureur                       | Pos                           |
| 99                            | Jenthe Biermans               |                               |
| 100                           | Jan Brockhoff                 |                               |
| 101                           | Adriaan Janssen               |                               |
| 102                           |                               |                               |
| 103                           | Fredrik Ludvigsson            |                               |
| 104                           | Robert Pölder                 |                               |
| 105                           |                               |                               |

| Jo Piels CJP | Jo Piels CJP         | Jo Piels CJP |
| ------------ | -------------------- | ------------ |
| Num          | Coureur              | Pos          |
| 113          | Tom Vermeer          |              |
| 114          | Maurits Lammertink   |              |
| 115          | Geert van der Weijst | 4e           |
| 116          | Sjors Roosen         |              |
| 117          | Tim Ariesen          |              |
| 118          | Twan Brusselman      |              |
| 119          | Joey van Rhee        |              |

| De Rijke RIJ | De Rijke RIJ       | De Rijke RIJ |
| ------------ | ------------------ | ------------ |
| Num          | Coureur            | Pos          |
| 120          | Huub Duyn          |              |
| 121          | Dylan Groenewegen  | 10e          |
| 122          | Coen Vermeltfoort  |              |
| 123          | Dex Groen          |              |
| 124          |                    |              |
| 125          | Ike Groen          |              |
| 126          | Ronan van Zandbeek |              |

| Rabobank Development RDT | Rabobank Development RDT | Rabobank Development RDT |
| ------------------------ | ------------------------ | ------------------------ |
| Num                      | Coureur                  | Pos                      |
| 127                      | Floris Gerts             | 9e                       |
| 128                      | Piotr Havik              |                          |
| 129                      | Nino Honigh              |                          |
| 130                      | Merijn Korevaar          |                          |
| 131                      | Bert-Jan Lindeman        |                          |
| 132                      | Ricardo van Dongen       |                          |
| 133                      | Ivar Slik                |                          |

| ESEG Douai DOU | ESEG Douai DOU    | ESEG Douai DOU |
| -------------- | ----------------- | -------------- |
| Num            | Coureur           | Pos            |
| 134            | Maxime Huygens    |                |
| 135            | Matthias Legley   |                |
| 136            | Remi Delmarquette |                |
| 137            | Arthur Fobert     |                |
| 138            | Valentin Gouel    |                |
| 139            | Axel Flet         |                |
| 140            | Kiho Choe         |                |

| BCV Works-Soenens BCV | BCV Works-Soenens BCV | BCV Works-Soenens BCV |
| --------------------- | --------------------- | --------------------- |
| Num                   | Coureur               | Pos                   |
| 141                   | Robby Cobbaert        |                       |
| 142                   | Axel De Corte         |                       |
| 143                   | Cédric Defreyne       |                       |
| 144                   | Tom Oerlemans         |                       |
| 145                   | Miel Pyfferoen        |                       |
| 146                   | Bram Van Renterghem   |                       |
| 147                   |                       |                       |

| T.Palm-Pôle Continental Wallon PCW | T.Palm-Pôle Continental Wallon PCW | T.Palm-Pôle Continental Wallon PCW |
| ---------------------------------- | ---------------------------------- | ---------------------------------- |
| Num                                | Coureur                            | Pos                                |
| 148                                | Jeff Peelaers                      |                                    |
| 149                                | Jonathan Baratto                   |                                    |
| 150                                | Alexandre Seny                     |                                    |
| 151                                | Guillaume Haag                     |                                    |
| 152                                | Glenn Van De Maele                 |                                    |
| 153                                | Maxime Vekeman                     |                                    |
| 154                                | Andrew Ydens                       |                                    |

| EFC-Omega Pharma-Quick Step EFC | EFC-Omega Pharma-Quick Step EFC | EFC-Omega Pharma-Quick Step EFC |
| ------------------------------- | ------------------------------- | ------------------------------- |
| Num                             | Coureur                         | Pos                             |
| 155                             | Dieter Bouvry                   |                                 |
| 156                             | Benjamin Declercq               |                                 |
| 157                             | Joachim Vanreyten               |                                 |
| 158                             | Gilles Loncin                   |                                 |
| 159                             | Maxime Farazijn                 |                                 |
| 160                             | Bert Van Lerberghe              |                                 |
| 161                             | Jens Wallays                    |                                 |

| Prorace PRO | Prorace PRO     | Prorace PRO |
| ----------- | --------------- | ----------- |
| Num         | Coureur         | Pos         |
| 162         | Cédric Collaers |             |
| 163         | Marc Franken    |             |
| 164         | Joaquim Durant  |             |
| 165         | Robin Mertens   |             |
| 166         | Maxim Panis     |             |
| 167         | Simon Van Roy   |             |
| 168         | Jérôme Giaux    |             |

| Van Der Vurst Development VDV | Van Der Vurst Development VDV | Van Der Vurst Development VDV |
| ----------------------------- | ----------------------------- | ----------------------------- |
| Num                           | Coureur                       | Pos                           |
| 169                           | Dries Vanstrepen              |                               |
| 170                           | Gertjan De Sy                 |                               |
| 171                           | Vincent De Sy                 |                               |
| 172                           | Frederik Topke                |                               |
| 173                           | Lawrence Naesen               |                               |
| 174                           | Stijn Mortelmans              |                               |
| 175                           | Rutger Roelandts              |                               |

| Cibel CIB | Cibel CIB               | Cibel CIB |
| --------- | ----------------------- | --------- |
| Num       | Coureur                 | Pos       |
| 176       | Kevin Caillebaut        |           |
| 177       | Oliver Naesen           | 8e        |
| 178       | Kenny Goossens          |           |
| 179       | Matthias Van Holderbeke |           |
| 180       | Jori Van Steenberghen   |           |
| 181       |                         |           |
| 182       | Thomas Ongena           |           |

| Van Eyck Sport VES | Van Eyck Sport VES | Van Eyck Sport VES |
| ------------------ | ------------------ | ------------------ |
| Num                | Coureur            | Pos                |
| 183                | Tommy Baeyens      |                    |
| 184                | Steven Glorieux    |                    |
| 185                | Kenn Simon         |                    |
| 186                | Jef Smismans       |                    |
| 187                | Yannick Vekemans   |                    |
| 188                | Jakob Merchiers    |                    |
| 189                | Jitse Marissens    |                    |

| Royal Cureghem Sportief RCS | Royal Cureghem Sportief RCS | Royal Cureghem Sportief RCS |
| --------------------------- | --------------------------- | --------------------------- |
| Num                         | Coureur                     | Pos                         |
| 190                         | Joris Cosyn                 |                             |
| 191                         | Jonas Smulders              |                             |
| 192                         | Matthias van Cauter         |                             |
| 193                         | Bart Van Damme              |                             |
| 194                         | Gleen Waerzeggers           |                             |
| 195                         | Gilles Ringoot              |                             |
| 196                         | Jan Moreel                  |                             |